# Parliamentary Internal Security Commission Act
Der Parliamentary Internal Security Commission Act, Act No. 67 / 1976 (deutsch: Gesetz zur Parlamentarischen Kommission für Innere Sicherheit) war ein Gesetz in der südafrikanischen Apartheidsperiode zur Bildung einer gleichnamigen Kommission.
Ihre Gründung folgte auf die Arbeit eines 1972 eingerichteten Parlamentsausschusses, der Erkundigungen über Organisationen im Land einholte. Weil die Ausschüsse nur in der Sitzungsperiode arbeiten durften, bildete alle anderen Zeiten eine Nichtarbeitsfähigkeit dieser Gremien. In einem Bericht empfahl dieser Ausschuss der Regierung die Errichtung einer ständigen Kommission für Innere Sicherheit, die mit diesem Gesetz dem Vorschlag folgte.
Die Kommission bestand aus höchstens 10 Mitgliedern, die aus dem Kreis der Parlamentsabgeordneten durch den Staatspräsidenten berufen wurden. Mit diesem Gremium wurden unter Ausschluss weiter Teile des Parlaments Fragen erörtert, die in die Zuständigkeiten des Staatspräsidenten fielen und die innere Sicherheit beeinflussen können. Ferner beriet man die Auswirkungen von Gesetzesvorhaben und geplanten Verwaltungsvorschriften auf die innere Sicherheit. Im Einzelnen war geregelt, dass Berichte der Kommission, unter vorheriger Absprache mit dem Oppositionsführer, dem Parlament nicht vorgelegt wurden, wenn sie sensible Sicherheitsfragen berührten. Es konnten in den Kommissionssitzungen Zeugen befragt und Beweisaufnahmen geführt werden. Die konstitutionelle Besonderheit dieser Kommission bestand darin, dass sie durch die Entscheidung des Staatspräsidenten isoliert vom Parlamentsgeschehen wirkte. Im Rahmen ihrer Arbeit wurden Fragen grundlegender Bürgerrechte, wie die Freiheit des Glaubens, der Freiheit zur Meinungsäußerung und der Vereinigungsfreiheit berührt.
Die Parliamentary Internal Security Commission wurde mit dem Komitee für unamerikanische Umtriebe (House Committee on Un-American Activities) und dem Wirken von Joseph McCarthy verglichen.